# 埃登花園 (伊利諾伊州)
埃登公園（英語：Garden of Eden）是位於美國伊利諾伊州坎卡基縣的一個非建制地區。該地的面積和人口皆未知。

## 地理
埃登公園的座標為41°10′11″N 87°33′42″W / 41.16972°N 87.56167°W，而該地的平均海拔高度為193米（即633英尺）。